# Schlossbrücke (Luxemburg)
Die Schlossbrücke (luxemburgisch Schlassbréck) ist eine Bogenbrücke aus rotem Luxemburger Natursandstein, die den Fischmarkt mit dem Bockfelsen verbindet, auf dem im 10. Jahrhundert das Schloss bzw. die Burg Luxemburg als Keimzelle des heutigen Großherzogtums gestanden hat.
Die heutige Brücke von 1993 ist ein Nachbau der Vorläuferbrücke aus den frühen 18. Jahrhundert. Über die Schlossbrücke führt die Nationalstraße ; darunter verläuft die Rue Sosthène-Weis, auch als Corniche bekannt.
Die originale Brücke wurde 1735 von den aus Bridel stammenden Baumeistergebrüdern Kintzelé erbaut. Sie blieb über 2 Jahrhunderte praktisch unverändert, bis sie im Jahre 1933 das erste Mal verbreitert wurde. 1993 wurde die historische Brücke vollständig abgerissen und nach den Originalplänen, jedoch im Querschnitt verbreitert, komplett neu aufgebaut. 
Die heutige Breite liegt bei 8,60 m. Für die Neubau-Aktion bekam der damalige Mobilitätsminister Robert Goebbels wegen des respektlosen Umgangs mit historischen Bauwerken den „Gëllene Bagger“ (goldener Bagger; Negativauszeichnung) verliehen.
Die Schlossbrücke besteht aus einem Hauptbogen, unter dem die Rue Sosthéne-Weis bis zum Heiliggeistplateau durchführt und 5 darübergesetzte kleinere Brückenbögen. 
Zwischen diesen Brückenbausteinen verbindet ein Tunnel die Bock-Kasematten mit denen der Altstadt.